# Халгош, Филип
Филип Халгош (словац. Filip Halgoš; 9 марта 1998, Словакия) — словацкий футболист, полузащитник клуба «Виктория Жижков». В настоящее время находится в аренде в клубе «Подбрезова».

## Карьера

### Клубная карьера
Филип начал заниматься футболом в юношеской команде «ТТС Тренчин», в 2009 году он перешёл в молодёжную команду «Тренчина».
21 августа 2016 года полузащитник дебютировал в Фортуна лиге в матче с «Ружомбероком». Спустя четыре дня Халгош провёл первую игру в еврокубках, выйдя на замену во втором тайме встречи с венским «Рапидом».

### В сборной
Филип в составе юношеской сборной Словакии (до 17 лет) принимал участие в матчах отборочного цикла к Чемпионату Европы 2015 в Болгарии.